# 세상에 나쁜 악귀는 없다
"세상에 나쁜 악귀는 없다" 또는 "세나귀"는 구하리가 악귀들의 사연을 찾아내는 이야기를 다루는 예능 프로그램이다.

## 등장인물
구하리

## 등장 귀신들

### 창궐하는 분노,인형술사
등장: 신비아파트 고스트볼X의 탄생 두번째 이야기 3화
사연: 천연두에 걸려 얼굴을 가면으로 가리고 있는 동생의 형(인형술사)이 차별받으며 살다가 관리들이 마을에 불을 지르고 사람들을 구하려고 들어갔다가 관리들에게 죽임을 당하고 두억시니가 인형술사로 만든다.

### 핏빛의 이율배반,우사첩
등장: 신비아파트 고스트볼X의 탄생 두번째 이야기 5화
사연: 변이 뱀파이어 사잔이 인간에게 들켜 잡히고 탈출하지만 시온에게 배신 당하고 도망치다 시온이 물러나자 분노에 돌연변이 뱀의 피를 먹고 우사첩으로 변해 폭주한다.

### 쌍둥이 자매의 저주,도플갱어
등장: 신비아파트 고스트볼 더블X 6개의 예언 6화
사연: 쌍둥이로 태어난 두 자매가 있었는데 무도회에서 동생이 벤 왕자와 친해지자 언니가 질투심에 동생과 팬던트를 바꾸고 자신이 동생인 척 하고 동생은 항아리에 갇혀서 바다에 빠져 죽는다.

### 그늘에서 피고진 금지된 사랑,시온
등장: 신비아파트 고스트볼의 비밀 10화
사연: 인간과 친하게 또 사랑하면서 지내고 싶었던 뱀파이어 시온,하지만 시온이 사랑하고있는 여자의 아버지는 시온이 뱀파이어라는 이유로 반대하게 되고,결국엔 뱀파이어와 인간의 전쟁이 시작된다. 그후 시온이 사랑하던 여자의 아버지는 결국에 허락하게 되는가 싶었지만 다시 뱀파이어와 싸우게 되고 시온이 사랑한 여자는 그 여자의 아버지에게 죽게 된다.
자신이 사랑하는 여자가 죽자 분노를 하며 인간을 싫어하게 된다.

### 얼어붙은 장수의 원혼,강시
등장: 신비아파트 고스트볼 더블X 수상한 의뢰 4회
사연: 이 사연의 주인공이자 청나라의 인질, 조선의 장수 민정호가 사람들이 죽는걸 보고만 있지 않겠다고 구하려 가려고 했지만, 청나라의 왕 때문에 못가게 되고 그 장수는 왕을 피해가려고 죽은 시체처럼 가게되고 결국엔 왕으로 인해 싸움이 벌어지게 된다. 결국엔 싸움에서 패배하게 된다. 장수 민정호는 청나라 왕으로 인해 희생자의 낙인 문양이 민정호의 이마에 찍히게 되며, 최후를 맞이한다. 그리고 그 시체는 자신의 고향으로 못가게 되고 얼어붙어 강시가 된다.

### 만들어진 자의 비극,호문쿨루스
등장: 신비아파트 고스트볼의 비밀 12화
사연: 샤를리엔의 오빠 에반이 샤를리엔과 함께 숨바꼭질을 하다가 우연한 사고로부터 샤를리엔을 지키다가 깨진 자신의 팔을 발견한다. 그리고 자신의 존재를 알기 위해 잠긴 문으로 들어갔다가 자신이 호문쿨루스인걸 알게 되었다. 그리고 자신의 존재를 알게 된 에반에게 파르켈이 오고 자신의 존재는 실수라며 이런 실수를 반복하지 못하게 만든다면서 다른 호문쿨루스들을 부순다. 그런데 불이 나고 미완성인 호문쿨루스들은 에반과 샤를리엔을 공격한다. 그때 에반이 샤를리엔을 지키고 파르켈이 호문쿨루스들을 소멸시킬때 같이 소멸된다.

### 불행한 걸작,화동귀
등장: 신비아파트 고스트볼더블X:수상한 의뢰 8화
사연: 심장병의 걸린 하늘이의 아빠는 무명화가이고 그림을 그리는데 스승이 그 그림을 자신의 것이라고 꾀를 써 망신을 당한다. 그래도 하늘이 수술비를 받아 병원에 가지만 하늘이는 그만 숨을 거두었고, 아들인 하늘이를 잃고, 그림도 잃은 화가는 아들의 시체와 함께 그림 속으로 들어가 화동귀가 된다.

## 같이 보기
나오는 채널&유튜브
- 신비아파트 공식채널
- 투니버스